# 桃駁李
桃駁李（学名：Prunus persica var. nectarina），又名甜桃、油桃、李光桃、光桃、奈等，是一種果实作为水果的落叶小乔木，源於中國的水果，在亞洲及北美洲皆有分佈。基於過往錯誤的認識，「桃駁李」被認為是一種把桃嫁接（“驳”）至同屬的李樹後所結的果子，又或者是桃和李的雜交種，所以外表像李子一樣光滑，但味道和口感都跟桃子相似。
近年遺傳工程研究發現：其實桃駁李是桃的一個變種，它的基因與桃的基因只有一條退化了的基因組的分別。所以，有時我們會在桃樹上發現桃駁李；又有時會在桃駁李樹上發現一般的桃子。
桃駁李的顏色以白色或黃色為主，體型比桃略小。由於其較光滑的外表引起的錯覺，桃駁李看起來比桃的顏色較紅。

## 栽培史
油桃在古籍中已有记载，至迟在宋代的时候，油桃已经广为人知。宋代《本草衍义》（1116年）称：“汴中有油桃，小于众桃，光如涂油”，学者认为即是指现今的油桃（P. Persica var.nectarina）。明慎懋官《华夷花木鸟兽珍玩考》中也记载：“京畿油桃小于众桃，有赤斑点，而光如涂油”。